# Eduard Pichler
Eduard Pichler (* 15. März oder 16. März 1848 in Oberdrauburg; † 23. Mai 1928 ebenda) war ein österreichischer Postmeister, Gutsbesitzer und Politiker.

## Leben
Pichler war der Sohn des k.k. Postmeisters und Realitätenbesitzers Anton Pichler (1803–1875) und dessen Ehefrau Johanna geb. Umfahrer (* 15. Dezember 1811; † 11. Januar 1865). Er war römisch-katholisch und heiratete am 27. Januar 1874 Klara Aicher von Aichenegg (* 11. August 1853; † 15. Mai 1938). Aus der Ehe gingen vier Söhne und zwei Töchter hervor. Er war Onkel von Hans Pichler und Franz Pichler-Mandorf.
Pichler besuchte die Realschule in Klagenfurt und arbeitet dann in einer Holzhandelsfirma in Padua. Er wurde Postmeister und Marktverwalter in Oberdrauburg. 1874 gehörte er dort zu den Gründungsmitgliedern der freiwilligen Feuerwehr Oberdrauburg.

## Politik
Pichler war und für kurze Zeit Bürgermeister in Oberdrauburg.
Vom 22. September 1884 bis zum 23. Mai 1890 war er Abgeordneter im Kärntner Landtag für den Wahlkreis STM 7 Spittal. Im Landtag war er Mitglied des Verifikations- und des volkswirtschaftlichen Ausschusses. Er gehörte dem Klub Deutschliberale an.